# Route nationale 562
Pour les articles homonymes, voir Route 562.
La route nationale 562, ou RN 562, est une ancienne route nationale française reliant le Val à Grasse.

## Historique
À sa création en 1933, la route nationale 562 est définie « de Brignoles à Grasse », la section de Brignoles au Val étant assurée par la route nationale 554.
À la suite de la réforme de 1972, elle a été déclassée en RD 562 dans le Var et en RD 2562 dans les Alpes-Maritimes.

## Tracé
- Le Val (km 0)
- Carcès (km 12)
- Lorgues (km 28)
- Draguignan (km 41)
- Figanières (Saint-Esprit) (km 50)
- Callas (Les Quatre Chemins)(km 54)
- Brovès-en-Seillans, commune de Seillans (km 65)
- Fayence (Les 4 Chemins) (km 71)
- Tourrettes (Les Terrassonnes) (km 75)
- Montauroux (Le Plan) (km 78)
- Montauroux (La Colle Noire)
- Saint-Cézaire-sur-Siagne (Les Veyans)
- Le Tignet (Val-du-Tignet)
- Peymeinade
- Grasse (km 97)

## Difficultés - Points noirs
Dans sa portion comprise entre Montauroux et Grasse, l'ex-RN 562 est spécialement chargée entre autres du fait de ce qu'elle constitue un accès à l'autoroute de l'Esterel au niveau de la sortie no 39 « Les Adrets ».
Le tracé très sinueux et la constitution très étroite par endroits de cette route n'est plus en rapport avec ce trafic. On peut signaler les endroits spécialement dangereux suivants dans le sens Montauroux → Grasse :
- la traversée du hameau La Colle Noire où la route passe carrément au milieu d'un hameau dont la construction date d'avant 1800 ;
- le secteur proche de la bifurcation vers Tanneron où un virage en dévers proche d'une colonie de vacances est spécialement mal dessiné ;
- la descente vers le pont sur la Siagne où la route très étroite et sinueuse s'approche dangereusement d'une falaise dont le dessin en surplomb sur la route incite les conducteurs de bus ou camions à se déporter sur la gauche.

D'autres endroits dangereux existent, des travaux d'améliorations de la sécurité et du confort de conduite sont nécessaires sur cette portion de route.